# 5456 Merman
5456 Merman (1979 HH3) là một tiểu hành tinh vành đai chính được phát hiện ngày 25 tháng 4 năm 1979 bởi N. S. Chernykh ở Nauchnyj.